# Crkva Pokrova Presvete Bogorodice u Kričkama
Crkva Pokrova Presvete Bogorodice je grkokatolička crkva u Kričkama, u blizini Drniša.
U narodu je poznata kao "Roga", zbog zvonika koji su ju krasili prije rušenja. Obnova crkve je započela u ožujku 2011., a dovršetak obnove i posveta crkve se dogodila 19. lipnja 2022. godine.

## Povijest

### Izgradnja i posvećenje
Crkvu je projektirao Valentin Presani i građena je u klasicističkom stlu.
Krajem 1832. godine je postavljen kamen temeljac. U veljači 1833. godine izgradnja je prekinuta, ali je već u ožujku nastavljena. Istovremeno se gradila slična crkva u Baljcima, koja se zvala crkva Preobraženja Gospodnjeg. 
Crkva u Kričkama građena je do 1836. godine, kada je postavljena posvetna ploča, koju je načinio nadzidar Nardini. Pored crkve nalazio se župni dvor.

### Uništavanje
Posljednji grkokatolički župnik u Kričkama prije Drugog svjetskog rata ujedno je bio i posljednji u Dalmaciji. Bio je to pop Janko Heraković, koji je u Kričke došao 1925. godine. 
Unutrašnjost crkve gotovo je u potpunosti uništena u Drugom svjetskom ratu. Godine 1942. su ju razorili i spalili četnici, koji su protjerali župnika Herakovića.
Partizani su 1945. godine uhitili župnika Herakovića. Od tada Kričke nisu imale svog grkokatoličkog župnika do 2010. Godine 1947., nakon završetka rata, crkva je izgorila nakon što je u nju udario grom, zbog čega se zapalilo sijeno koje su partizani tamo skladištili. Istovremeno je i župni dvor pretvoren u osnovnu školu. U Domovinskom ratu, tijekom 1992. godine, za vrijeme srpske okupacije, zvonici su minirani.

### Obnova
Godine 2009. je raščišćen okolni teren oko crkve, čime su ispunjeni preduvjeti za obnovu crkve, a 2010. je prvi put nakon Drugog svjetskog rata održana grkokatolička liturgija u Kričkama, povodom proslave blagdana Pokrova Presvete Bogorodice. Liturgiju, koja je služena ispred razrušene crkve, predvodio je grkokatolički vikar za Dalmaciju o. Milan Stipić. 
U ožujku 2011. godine pod stručnim je nadzorom i vodstvom Gradskog muzeja Drniš započela obnova crkve. Dana 1. listopada 2011. ispred crkve, čija je obnova tada bila još u tijeku, je služena svečana liturgija, koju je predvodio križevački biskup Nikola Kekić u koncelebraciji s grkokatoličkim i rimokatoličkim svećenicima.

## Vanjske poveznice
|  | Zajednički poslužitelj ima još gradiva o temi Crkva Pokrova Presvete Bogorodice u Kričkama |